# Regius Professor of Precision Medicine (Glasgow)
Der Regius Professor of Precision Medicine ist eine 2016 durch Königin Elisabeth II. anlässlich ihres 90. Geburtstags gestiftete Regius Professur für personalisierte Medizin an der University of Glasgow.

## Geschichte der Professur
2015 teilte Schatzkanzler George Osborne während des Vortrags zum Staatshaushalt Pläne mit, weitere Regius-Professuren anlässlich des 90. Geburtstags der Queen (26. April 2016) einzurichten. Anders als in früheren Zeiten geht mit den Ernennung der jüngeren Vergangenheit aber keine Finanzierung mehr einher. Am 6. Juni 2016 wurde dieser Plan umgesetzt. Zusammen mit dieser Professur wurden elf weitere Professuren gestiftet.
Kandidaten für die Professur werden in offener Ausschreibung durch ein unabhängiges Panel von Experten gewählt. Die Ernennung ist auch Ausdruck von außergewöhnlichen Fähigkeiten in Lehre und Forschung an einer Institution.
Die Zielsetzung der Professur ist die Entwicklung personalisierter Behandlungen für Patienten, die sicherere und kostengünstigere Ergebnisse erzielen soll. Diese Ziele beabsichtigt die Universität mit Unterstützung des National Health Service in Institutionen wie beispielsweise dem Queen Elizabeth University Hospital umzusetzen.
Erster Professor wurde der US-Amerikaner Ross Leigh Cagan, der mit innovativen Krebstherapien neue Möglichkeiten der Behandlung eröffnete.

## Inhaber
| Name             | Namenszusatz | von           | bis   | Anmerkung |
| ---------------- | ------------ | ------------- | ----- | --- |
| Ross Leigh Cagan | PhD.         | 13. März 2020 | heute | Cagan promovierte an der Princeton University und durchlief verschiedene akademische Stationen von der University of California, Los Angeles über die Washington State University und der Icahn School of Medicine at Mount Sinai. Mit der Unterstützung der Chemiker Arvin Dar und Avner Schlessinger entwickelte er Therapieansätze für Kolorektale Karzinome und Schilddrüsenkrebs, darunter die erste durch die amerikanische Arzneimittelbehörde FDA anerkannte Therapie für das medulläre Karzinom der Schilddrüse. |